# 旧居留地
旧居留地（きゅうきょりゅうち）とは、かつて主に安政五カ国条約により外国の治外法権が及んでいたことのある区域を指す。神奈川県横浜市、大阪府大阪市、兵庫県神戸市、長崎県長崎市の旧居留地が有名。

## 神戸
神戸の旧居留地は、東は旧生田川（現在のフラワーロード）、西は鯉川(現在の鯉川筋)、南は海岸、北は西国街道に囲まれた周囲と隔絶されていた地区で、そこにイギリス人技師J.W.ハートが居留地（神戸外国人居留地）の設計を行い、整然とした西洋の街を造り上げた。その後、東西の川は移設（付け替え）や暗渠化によって道路となり、1899年（明治32年）に返還されてオフィス街へと変容したが、現在も道路を越えると街の雰囲気が一変する。

### 起源
1868年1月1日の開港までに居留地の造成・分譲が間に合わなかった神戸では、3月30日に、東は生田川、西は宇治川、南は海岸、北は山麓に囲まれた範囲（居留地を除く）が、日本人との雑居を認める雑居地に設定された。
居留地は同年9月10日に36区画、1869年6月1日に25区画、1870年5月16日に60区画、1873年2月7日に5区画の永代借地権の競売が行われ、全部で126区画を数えたが、神戸の外国人全てを居留地に収容することは到底不可能で、居留地の拡張を阻止したい日本政府は雑居地の設定を解除せずそのままにした。雑居地では西国街道付近から浜手に神戸村・二ツ茶屋村時代からの町場が広がっていることもあって、余地のある山手を中心に外国人の居住が見られた。なかでも人気を博したのが山麓の北野町山本通で、北野異人館街が形成された。
これとは別に、当時条約未締結国であった清国から神戸に渡ってきた華僑は、居留地には住むことができず、居留地の西隣に日本人と混在するかたちで居住し、最初期に比較的集住が見られた箇所が南京町と呼ばれるようになった。1871年の日清修好条規批准以降、華僑も欧米人と同様に山手へ分散して居住するようになると、南京町は華僑にとって居住地ではなく商業地となり、日本人商人の流入も進んだ。今日の中華街は1976年から始まった地域振興策によるもので、いわゆる「チャイナタウン」とは性格が異なる。

### 街並の保存
1980年代までは、「老朽化した古いビルのオフィス街」という認識であったが、1988年に起こった旧神戸商工会議所ビルの保存運動が街再生のきっかけとなる。商工会議所ビル自体は解体されたが、居留地の一角を占める百貨店大丸神戸店が自ら所有していたヴォーリズ設計の近代建築をLive Lab West（現旧居留地38番館）として店舗化し、さらに周辺の近代西洋建築へ高級ブティックを積極的に出店していった。それによって近代建築オーナーの意識も変わり、近代建築が点在するのではなく「街並み」として「面」として存在することの価値を認識するようになる。2000年代に入るとLVMHなどの外資ブランドが直接参入し、今では「最も神戸らしい洗練された街」として活況を呈するようになった。これは市民運動と商業資本のコラボレーションの成功例として特記に値する。1992年に国土交通省の都市景観100選に選定、2007年には旧居留地連絡協議会が日本都市計画学会の最高賞である石川賞を受賞している。

### 神戸旧居留地内の主な建造物
- 伊藤町筋
- 東町筋 - 日本真珠会館（神戸パールミュージアム）
- 北町通 - 高砂ビル、神戸銀行協会
- 江戸町筋 - 三共生興スカイビル
- 京町筋（メインストリート） - 神戸市立博物館、神戸旧居留地25番館（オリエンタルホテル、バーニーズ・ニューヨーク、ルイヴィトン神戸メゾン）、プラダ神戸店、日本ビルヂング（KOBEとんぼ玉ミュージアム）、日本銀行神戸支店、新クレセントビル、神戸ビルヂング
- 浪花町筋 - 神戸朝日ビルディング、LVMH複合ビル
- 播磨町筋 - THE 45th、BLOCK30
- 明石町筋 - ニッケビル
- 仲町通 - 旧居留地38番館、大丸神戸店、ジーニアスギャラリー。毎年12月に開催される神戸ルミナリエのガレリアの通りである。
- 前町通 - 旧居留地十五番館
- 海岸通（国道2号） - チャータードビル、神港ビルヂング、神戸商船三井ビル、海岸ビル

※明治時代～昭和初期築の主な西洋館・近代建築は日没から22時頃までライトアップされる。